# Aurel Vernescu
Aurel Vernescu   (Bucarest, 23 de gener de 1939 - Bucarest, 1 de desembre de 2008) va ser un esportista romanès que va competir en piragüisme en la modalitat d'aigües tranquil·les.
Va participar en quatre Jocs Olímpics d'Estiu entre els anys 1960 i 1972, obtenint un total de tres medalles, dues de bronze i una de plata. Va guanyar onze medalles en el Campionat Mundial de Piragüisme entre els anys 1963 i 1971, i setze medalles en el Campionat Europeu de Piragüisme entre els anys 1961 i 1969.

## Palmarès internacional
| Jocs Olímpics     | Jocs Olímpics                     | Jocs Olímpics | Jocs Olímpics |
| Any               | Lloc                              | Medalla       | Esdeveniment  |
| ----------------- | --------------------------------- | ------------- | ------------- |
| 1964              | Tòquio (Japó) Japó                | 3             | K1 1000 m     |
| 1964              | Tòquio (Japó) Japó                | 3             | K4 1000 m     |
| 1972              | Múnic (RFA) RFA                   | 2             | K4 1000 m     |
| Campionat Mundial |                                   |               |               |
| Any               | Lloc                              | Medalla       | Esdeveniment  |
| 1963              | Jajce (Iugoslàvia) Iugoslàvia     | 1             | K1 500 m      |
| 1963              | Jajce (Iugoslàvia) Iugoslàvia     | 2             | K1 1000 m     |
| 1963              | Jajce (Iugoslàvia) Iugoslàvia     | 1             | K1 4 x 500 m  |
| 1963              | Jajce (Iugoslàvia) Iugoslàvia     | 2             | K2 500 m      |
| 1966              | Berlín Oriental (RDA) RDA         | 1             | K1 500 m      |
| 1966              | Berlín Oriental (RDA) RDA         | 3             | K1 4 x 500 m  |
| 1966              | Berlín Oriental (RDA) RDA         | 1             | K2 500 m      |
| 1966              | Berlín Oriental (RDA) RDA         | 2             | K2 1000 m     |
| 1970              | Copenhaguen (Dinamarca) Dinamarca | 2             | K1 4 x 500 m  |
| 1970              | Copenhaguen (Dinamarca) Dinamarca | 2             | K2 500 m      |
| 1971              | Belgrad (Iugoslàvia) Iugoslàvia   | 2             | K1 4 x 500 m  |
| Campionat Europeu |                                   |               |               |
| Any               | Lloc                              | Medalla       | Esdeveniment  |
| 1961              | Poznań (Polònia) Polònia          | 1             | K1 500 m      |
| 1963              | Jajce (Iugoslàvia) Iugoslàvia     | 1             | K1 500 m      |
| 1963              | Jajce (Iugoslàvia) Iugoslàvia     | 2             | K1 1000 m     |
| 1963              | Jajce (Iugoslàvia) Iugoslàvia     | 1             | K1 4 x 500 m  |
| 1963              | Jajce (Iugoslàvia) Iugoslàvia     | 2             | K2 500 m      |
| 1965              | Bucarest (Romania)                | 1             | K1 500 m      |
| 1965              | Bucarest (Romania)                | 1             | K1 4 x 500 m  |
| 1965              | Bucarest (Romania)                | 2             | K2 1000 m     |
| 1965              | Bucarest (Romania)                | 2             | K4 1000 m     |
| 1967              | Duisburgo (RFA) RFA               | 1             | K1 500 m      |
| 1967              | Duisburgo (RFA) RFA               | 1             | K1 4 x 500 m  |
| 1967              | Duisburgo (RFA) RFA               | 2             | K2 500 m      |
| 1967              | Duisburgo (RFA) RFA               | 1             | K2 1000 m     |
| 1969              | Moscou (URSS) Unió Soviètica      | 2             | K1 500 m      |
| 1969              | Moscou (URSS) Unió Soviètica      | 2             | K1 4 x 500 m  |
| 1969              | Moscou (URSS) Unió Soviètica      | 1             | K2 500 m      |